# Neuvy-en-Champagne
Pour les articles homonymes, voir Neuvy.
Neuvy-en-Champagne est une ancienne commune française, située dans le département de la Sarthe en région Pays de la Loire.
La commune fait partie de la province historique du Maine, et se situe dans la Champagne mancelle.

## Géographie

### Communes limitrophes
| Tennie              | Conlie             | Cures                      |
|                     | Neuvy-en-Champagne | Saint-Symphorien           |
| Bernay-en-Champagne | Amné               | Coulans-sur-Gée, La Quinte |

## Histoire
Le 1er janvier 2019, la commune fusionne avec Bernay-en-Champagne pour créer la commune nouvelle de Bernay-Neuvy-en-Champagne dont la création est actée par un arrêté préfectoral du 26 septembre 2018.

## Politique et administration
| Période                                  | Période       | Identité           | Étiquette | Qualité |
| ---------------------------------------- | ------------- | ------------------ | --------- | ------- |
| juin 1995                                | mars 2008     | Gilbert Laloue     |           |         |
| mars 2008                                | mars 2014     | Jean-Claude Soulis | SE        |         |
| mars 2014                                | décembre 2018 | Maurice Hamelin    | SE        |         |
| Les données manquantes sont à compléter. |               |                    |           |         |

## Démographie
L'évolution du nombre d'habitants est connue à travers les recensements de la population effectués dans la commune depuis 1793. Pour les communes de moins de 10 000 habitants, une enquête de recensement portant sur toute la population est réalisée tous les cinq ans, les populations de référence des années intermédiaires étant quant à elles estimées par interpolation ou extrapolation. Pour la commune, le premier recensement exhaustif entrant dans le cadre du nouveau dispositif a été réalisé en 2006.
En 2016, la commune comptait 370 habitants, en évolution de −2,12 % par rapport à 2010 (Sarthe : −0,25 %, France hors Mayotte : +2,11 %).
| 1793 | 1800 | 1806 | 1821 | 1831 | 1836 | 1841 | 1846 | 1851 |
| ---- | ---- | ---- | ---- | ---- | ---- | ---- | ---- | ---- |
| 487  | 442  | 505  | 681  | 759  | 716  | 740  | 770  | 801  |

| 1856 | 1861 | 1866 | 1872 | 1876 | 1881 | 1886 | 1891 | 1896 |
| ---- | ---- | ---- | ---- | ---- | ---- | ---- | ---- | ---- |
| 774  | 792  | 741  | 632  | 628  | 621  | 614  | 605  | 598  |

| 1901 | 1906 | 1911 | 1921 | 1926 | 1931 | 1936 | 1946 | 1954 |
| ---- | ---- | ---- | ---- | ---- | ---- | ---- | ---- | ---- |
| 630  | 598  | 595  | 583  | 531  | 476  | 519  | 557  | 482  |

| 1962 | 1968 | 1975 | 1982 | 1990 | 1999 | 2006 | 2011 | 2016 |
| ---- | ---- | ---- | ---- | ---- | ---- | ---- | ---- | ---- |
| 477  | 439  | 379  | 336  | 313  | 338  | 368  | 379  | 370  |

## Lieux et monuments
- Château de la Renaudière, des XVe et XIXe siècles, inscrit au titre des monuments historiques depuis novembre 1991[8].
- Église Saint-Laurent, classée au titre des monuments historiques depuis le 1894[9].
- Église Saint-Julien de Saint-Julien-le-Pauvre.
- Ruines du château féodal de Souvré.

## Vie locale
L'Harmonie Sainte-Cécile y fut créée en 1942 par Pierre et Yolande Moreau. Toujours en activité, elle organise chaque 2e dimanche de septembre un salon de l'instrument de musique neuf et d'occasion depuis 1997[réf. nécessaire].